# 아마니토레
아마니토레(Amanitore)는 기원전 1세기에서 기원후 1세기 고대 누비아의 쿠시 왕국의 전성기를 이끈 여왕이었다. 이집트 쪽의 기록에서는 메르카레(Merkare)라고 발음한다. 아마니토레는 주로 전투에서 군대를 이끌고 적들은 처형하는 강인한 지도자로 묘사된다.
아마니토레는 기원전 1년에 즉위하여 20년에 사망할때까지 쿠시 왕국을 통치하였다. 즉위 이전의 기록은 거의 남아있지 않으며, 출생 시기는 불분명 하다. 나타카마니와 공동 섭정으로 기록되어 있다. 하지만 나타카마니가 그녀의 남편인지, 아들인지는 불분명 하다. 쿠시 왕국은 왕위를 모계 승계하기 때문에 아마니토레의 선대 통치자인 아마니샤케토 또한 여성이었다. 나타카마니가 남편이었다면, 아마니샤케토는 그녀의 시어머니였을 것이다. 반대로 아들이었다면, 친어머니였을 가능성도 있다.
아마니토레의 왕궁은 현재 유네스코 문화 유산으로 지정된 수단의 게벨 바르칼에있었다. 그녀의 통치 시기 쿠시 왕국의 영역은 나일강과 아트바라강 사이였다.
아마니토레는 메로에의 피라미드에 묻혀 있다.
일부 반대되는 기록이 있기는 하지만, 사도행전 8 : 26–40에서 에티오피아의 개종에 관한 이야기로 성경에 언급된 여왕이 그녀라는 주장이있다.
이집트와 전통적으로 적대 관계였는데, 아마니토레의 시대에 이집트가 쿠시와 우호적인 관계를 맺은 로마의 속국으로 전락함으로써 비교적 평화로운 시대가 열렸다. 덕분에 아마니토레는 쿠시 왕국의 거대 건축물을 건설하는데 집중할 수 있었다. 그녀는 메로에에 위치한 거대한 아문사원 복원에 참여했으며, 나카 와 아마라에 아문 사원을 지었다. 물 저수를 위한 저수지와 누비아 피라미드 들도 건설되었다.
1세기 중반에 완공된 건물의 양을 보면 그녀의 통치 시기가 역사상 가장 번영했던 시기임을 알 수 있다. 200개가 넘는 누비아 피라미드가 지어졌으나, 대부분은 고대에 도굴되었다.
그녀의 나라는 고대 이집트의 바로 남쪽에 있었고, 남아있는 기록에서 그들의 언어를 찾을 수 있다. 문화적인 부분은 잘 알려지지 않았지만 고대 이집트에 많은 영향을 준 것으로 추측된다. 금 자원이 많고 보석, 이국적인 동물 및 직물을 수출 한 부유 한 국가다.

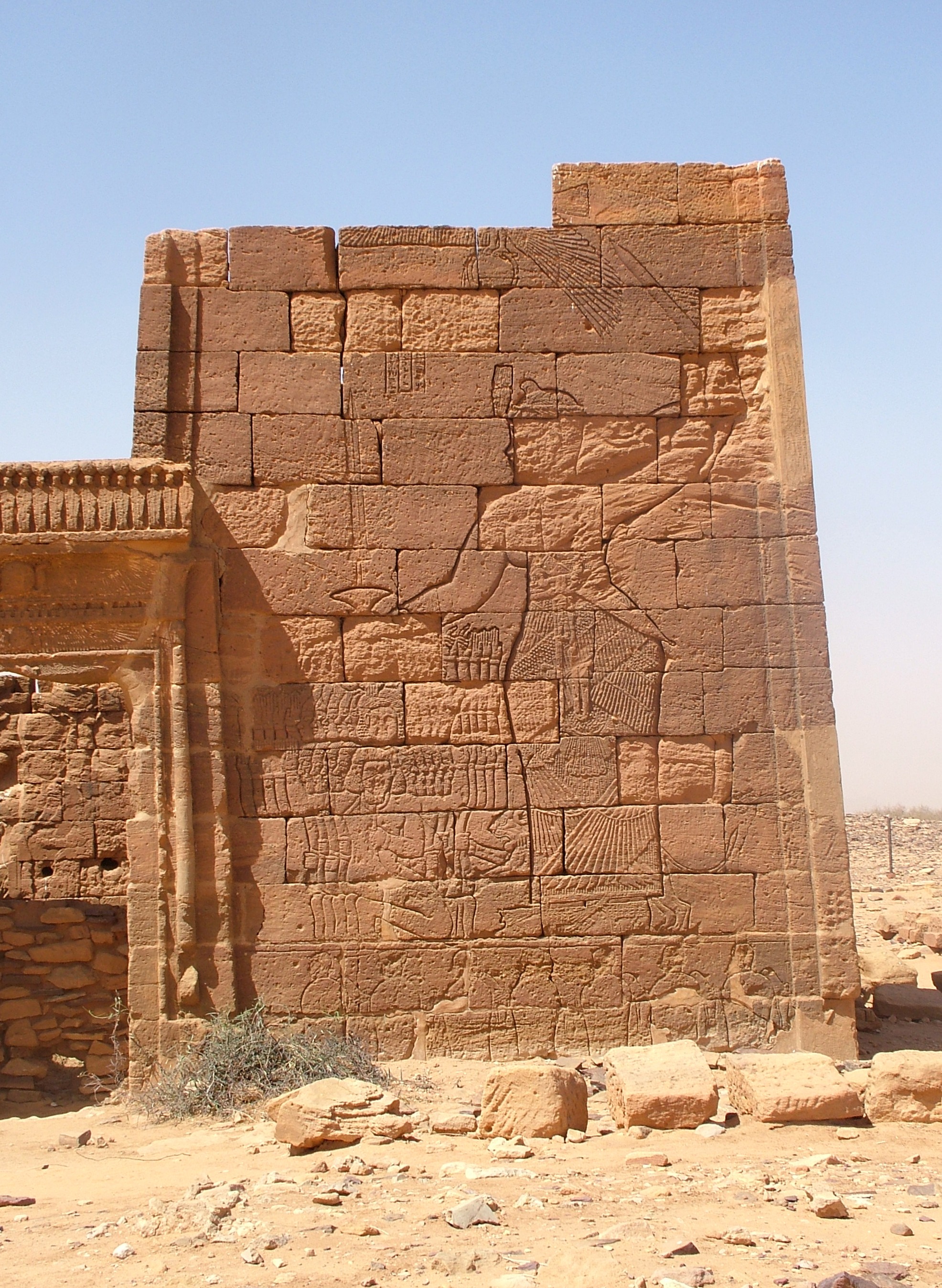
여왕 아마니토레가 적을 진압
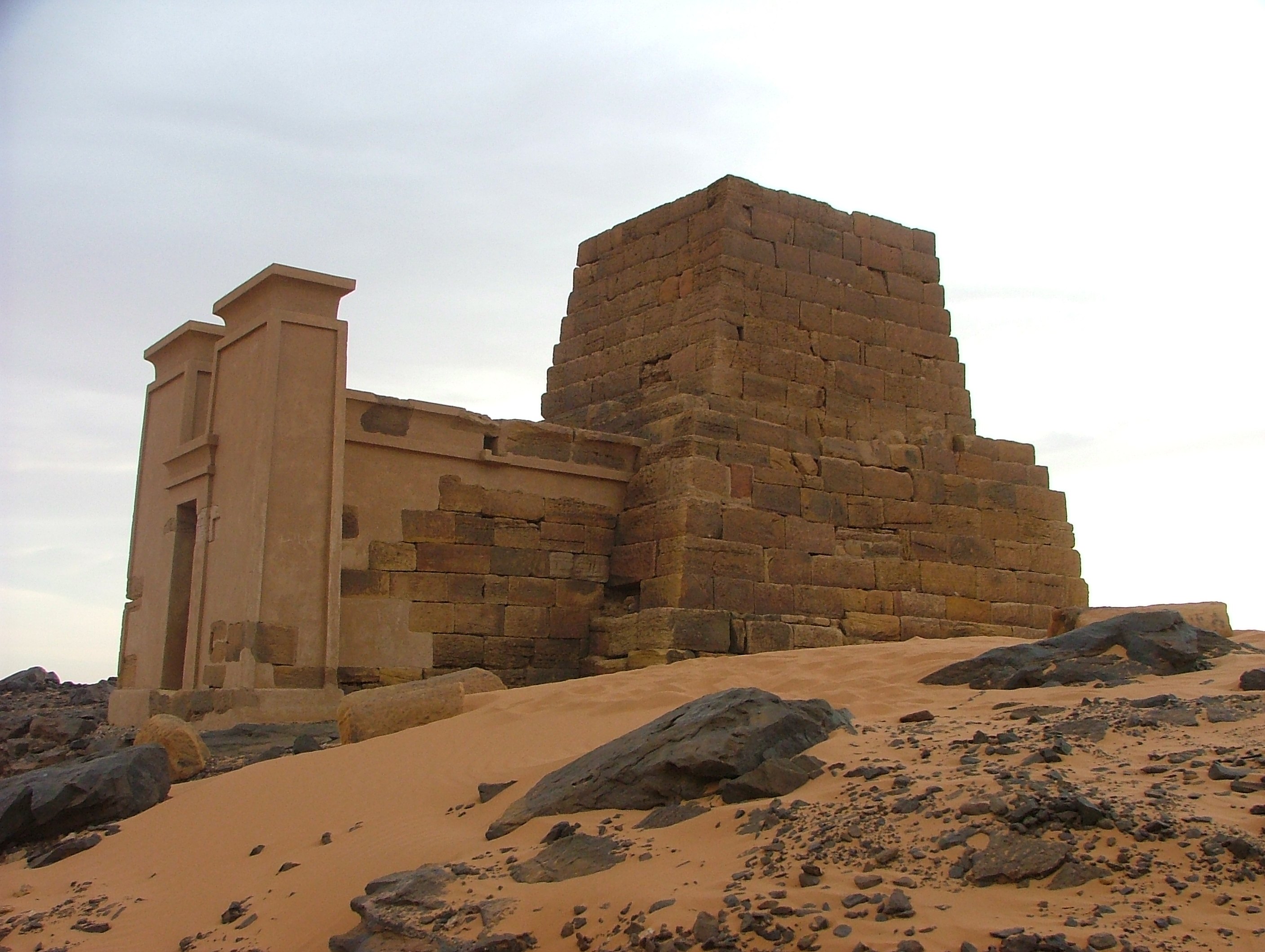
메로에의 아마니토레 피라미드
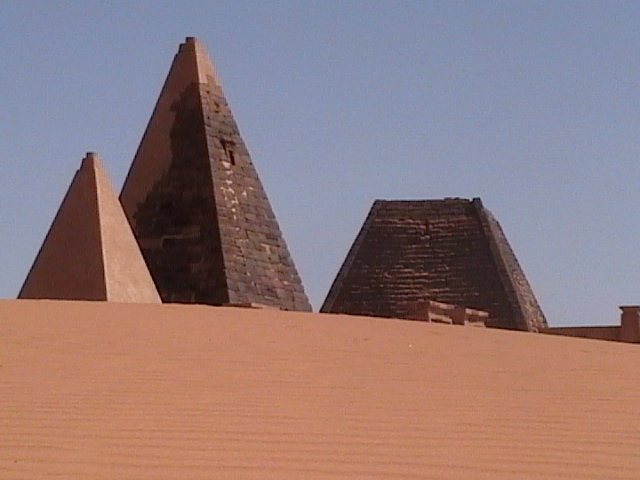
메로에에 지어진 피라미드는 고대 이집트의 피라미드와는 크게 달랐다.

## 대중 문화에서
- 아마니토레는 2016년 발매된 4X 비디오 게임시드 마이어의 문명 VI에서 확장팩으로 등장했다.[5]